# Премия журнала Empire (2007)
12-я церемония вручения наград премии «Империя» за заслуги в области кинематографа за 2006 год состоялась 27 марта 2007 года.

## Список лауреатов и номинантов
Победители указаны первыми и выделены жирным шрифтом:
| Лучший фильм | Лучший британский фильм |
| --- | --- |
| - Казино «Рояль» - Лабиринт фавна - Возвращение Супермена - Отступники - Потерянный рейс | - Потерянный рейс - Тристрам Шенди: История петушка и бычка - Конфетти - Попасть в десятку - Королева                                                                               |
| Лучший режиссёр | |
| - Кристофер Нолан — Престиж - Брайан Сингер — Возвращение Супермена - Джордж Клуни — Доброй ночи и удачи - Гильермо дель Торо — Лабиринт фавна - Мартин Скорсезе — Отступники | |
| Лучшая мужская роль | Лучшая женская роль |
| - Дэниел Крейг — Казино «Рояль» - Кристиан Бейл — Престиж - Джонни Депп — Пираты Карибского моря: Сундук мертвеца - Леонардо Ди Каприо — Отступники - Саша Барон Коэн — Борат | - Пенелопа Крус — Возвращение - Хелен Миррен — Королева - Кейт Уинслет — Как малые дети - Кира Найтли — Пираты Карибского моря: Сундук мертвеца - Риз Уизерспун — Переступить черту |
| Лучшая комедия | Лучший фильм ужасов |
| - Маленькая мисс Счастье - Тристрам Шенди: История петушка и бычка - Борат - Клерки 2 - Суперначо | - Хостел - Слизняк - У холмов есть глаза - Вторжение динозавра - Техасская резня бензопилой: Начало                                                                                 |
| Лучший фантастический фильм | Лучший триллер |
| - Лабиринт фавна - Дитя человеческое - Пираты Карибского моря: Сундук мертвеца - Возвращение Супермена - Люди Икс: Последняя битва | - Отступники - Скрытое - Не пойман — не вор - Миссия невыполнима 3 - Мюнхен |
| Лучший мужской дебют | Лучший женский дебют |
| - Брэндон Раут — Возвращение Супермена - Алекс Петтифер — Громобой - Доминик Купер — Попасть в десятку и Любители истории - Пол Дано — Маленькая мисс Счастье - Райан Джонсон — Кирпич | - Ева Грин — Казино «Рояль» - Эбигейл Бреслин — Маленькая мисс Счастье - Эллен Пейдж — Леденец - Ребекка Холл — Попасть в десятку и Престиж - Вера Фармига — Отступники             |
| Лучшая сцена в фильме | |
| - Миссия невыполнима 3: атака моста - Борат: голый Борат с Азаматом - Кирпич: погоня - Казино «Рояль»: паркур - Дитя человеческое: атака на автомобиле - Маленькая мисс Счастье: танец Оливии - Пираты Карибского моря: Сундук мертвеца: Борьба на водяном колесе - Возвращение Супермена: спасение космического шаттла - Отступники: Франк и Мистер Френч допрашивают Костигана - Люди Икс: Последняя битва: Феникс и Профессора Икс | |

### Несколько наград
| Число наград | Фильм          |
| ------------ | -------------- |
| 3            | Казино «Рояль» |

### Несколько номинаций
| Число номинаций | Фильм                                   |
| --------------- | --------------------------------------- |
| 6               | Отступники                              |
| 5               | Возвращение Супермена                   |
| 4               | Казино «Рояль»                          |
| 4               | Маленькая мисс Счастье                  |
| 4               | Пираты Карибского моря: Сундук мертвеца |
| 3               | Борат                                   |
| 3               | Попасть в десятку                       |
| 3               | Престиж                                 |
| 2               | Тристрам Шенди: История петушка и бычка |
| 2               | Кирпич                                  |
| 2               | Дитя человеческое                       |
| 2               | Миссия невыполнима 3                    |
| 2               | Королева                                |
| 2               | Люди Икс: Последняя битва               |
| 2               | Потерянный рейс                         |